# 李可植
李可植（？—？），號蘇門，陕西西安府武功人，明末清初官员。

## 生平
父李时芳，万历甲戌進士，官山西按察使。
天啓四年（1624年）甲子科陕西乡试舉人，十三年（1640年）庚辰科進士，刑部观政，十六年授山西翼城县知县。

## 引用
1. ↑  《崇禎十三年庚辰科進士三代履歷》：李可植，曾祖廷梅，寿官；祖思恕，封山西按察使；父时芳，甲戌進士，山西按察使。蘇門，诗五房，癸巳年十一月十二日生，武功县人，甲子六十九名，会试一百七十三名，三甲一百二十二名。刑部观政。